# Послеобразы (фильм)
«Послеобразы» (пол. Powidoki) — польский драматический фильм 2016 года режиссёра Анджея Вайды о польском художнике Владиславе Стржеминском (1893—1952), преподавателе и сооснователе Высшей государственной школы пластических искусств в Лодзи.
Это последний фильм снятый Вайдой, который умер 9 октября 2016 года, спустя почти ровно месяц, после показа «Послеобразов» на Международном кинофестивале в Торонто.

## Сюжет
Сюжет основан на фактах биографии художника-авангардиста Владислава Стжеминского, действие фильма разворачивается в последние пять лет его жизни в 1948—1952 годах в Польше, когда он будучи преподавателем в государственной Высшей школе изобразительных искусств в Лодзи выступил против доктрины соцреализма. Помимо переноса тогдашних реалий на экран, создатели уделили много места самому искусству и его роли в общественной жизни.
В заключительных титрах фильма указывается, что фильм не является реконструкцией фактов, некоторые изображенные персонажи и события — вымышлены, созданы по драматургическим соображениям.

## Съёмки
Места съёмок — Варшава, Лодзь, а также Мирувский замок.
В качестве картин в фильме использованы работы студентов Академии изобразительных искусств в Лодзи выполненные по образцу творчества Артура Нахт-Самборского («Листья в белой вазе на столе», 1970, MNW) и Яна Цибиса («Натюрморт», 1971, MNW).

## В ролях
- Богуслав Линда — Владислав Стжеминский

- Зофья Вихлач — Ханя
- Александра Юста — Катажина Кобро
- Бронислава Замаховская — Ника Стжеминская
- Анджей Конопка — начальник отдела кадров
- Кшиштоф Печиньский — Юлиан Пшибось
- Шимон Бобровский — Влодзимеж Сокорский
- Анна Майхер — соседка Стжеминского
- Мариуш Бонашевский — Мадейский
- Александр Фабисяк — Райнер, директор
- Паулина Галонзка — Васиньская
- Ирена Мельцер — Ядзя
- Томаш Ходоровский — Томек
- Филип Гурлач — Конрад
- Матеуш Русин — Стефан
- Матеуш Жезничак — Матеуш
- Томаш Влосок — Роман
- Адриан Заремба — Войтек
- Мария Семотюк — Ружа Зальцман
- Магдалена Кута — секретарь в Художественной академии
- Нина Черкес — женщина
- Дорота Коляк — кадровик

## Фестивали и награды
Фильм получил лишь один внеконурсный приз жюри на Гдыньском кинофестивале (2016), хотя участвовал в ряде кинофестивалей и неоднократно номинировался, например, в восьми категориях на кинопремию Польской киноакадемии «Орлы» (2018), не получив награды ни одной. Фильм выдвигался от Польши на кинопремию «Оскар», но не получил номинации.